# Ward Sels
Edward (Ward) Sels (Vorselaar, 27 augustus 1941) is een voormalig Belgisch wielrenner. Hij won veel van zijn wedstrijden in de sprint. In totaal heeft hij 190 wedstrijden gewonnen. Hij is een broer van de voormalige wielrenster Rosa Sels. 

## Belangrijkste overwinningen
1962
- Ronde van Vlaanderen U23

1963
- Brussel-Luik

1964
- Belgisch kampioen op de weg, Profs
- 1e etappe deel A Vuelta a España
- 1e etappe Parijs-Nice
- 9e etappe Parijs-Nice
- 1e etappe Ronde van Frankrijk
- 11e etappe Ronde van Frankrijk
- 14e etappe Ronde van Frankrijk
- 19e etappe Ronde van Frankrijk

1965
- 3e etappe Ronde van België
- Parijs-Brussel
- 7e etappe Ronde van Frankrijk

1966
- Ronde van Vlaanderen
- Schaal Sels
- 6e etappe Ronde van Frankrijk
- 22e etappe Ronde van Frankrijk

1967
- Antwerpse pijl
- GP Kanton Aargau Gippingen
- 1e etappe Ruta del Sol
- 3e etappe Ruta del Sol
- 4e etappe Ruta del Sol
- 7e etappe Ruta del Sol
- 1e GP Dr. Eugeen Roggeman – Stekene

1968
- Schaal Sels
- Scheldeprijs Vlaanderen
- 4e etappe Ronde van Italië

1969
- 6e etappe Vuelta a España

## Resultaten in voornaamste wedstrijden
| Jaar | Ronde van Italië | Ronde van Frankrijk | Ronde van Spanje |
| ---- | ---------------- | ------------------- | ---------------- |
| 1964 |                  | 33e (4)             | opgave (1)       |
| 1965 |                  | opgave (1)          | opgave           |
| 1966 |                  | 38e (2)             |                  |
| 1967 |                  |                     |                  |
| 1968 | opgave (1)       | opgave              |                  |
| 1969 |                  |                     | 54e (1)          |
| 1970 |                  | opgave              |                  |
| 1972 |                  |                     |                  |

| Jaar | Milaan-San Remo | Gent-Wevelgem | Ronde van Vlaanderen | Parijs-Roubaix | Amstel Gold Race | Parijs-Brussel | Omloop Het Volk | Rund um den Henninger-Turm |  | WK op de weg |  | Wereldranglijsten |
| ---- | --------------- | ------------- | -------------------- | -------------- | ---------------- | -------------- | --------------- | -------------------------- |  | ------------ |  | ----------------- |
| 1964 | 8e              | 16e           | 4e                   | 12e            |                  | 33e            | 8e              |                            |  | 36e          |  |                   |
| 1965 | 77e             | 5e            | ↑                    | ↑              |                  | Goud           |                 |                            |  | 14e          |  | (SPP)             |
| 1966 | 26e             | 15e           | ↑                    | 33e            |                  |                | 31e             | 6e                         |  | opgave       |  | 17e (SPP)         |
| 1967 |                 | Brons         | 19e                  | 5e             |                  |                | Brons           | 5e                         |  |              |  |                   |
| 1968 | 4e              | 19e           | 17e                  | 4e             |                  |                | 5e              | 5e                         |  |              |  | 19e (SPP)         |
| 1969 |                 | 44e           |                      | 11e            |                  |                |                 |                            |  |              |  |                   |
| 1970 | 92e             | 18e           | 26e                  | 12e            | 23e              |                | 16e             | 22e                        |  |              |  |                   |
| 1972 | 60e             | 42e           | 24e                  |                |                  |                |                 |                            |  |              |  |                   |